# Parti radical-démocratique
Pour les articles homonymes, voir FDP.
Le Parti radical-démocratique (PRD, en allemand Freisinnig-Demokratische Partei (FDP), en italien Partito liberale-radicale svizzero (PLR), en romanche Partida liberaldemocrata svizra (PLD)) est un ancien parti politique suisse de droite qui prônait une économie libérale, une politique sociétale moderne et la démocratie libérale mais tout en reconnaissant une responsabilité sociale. Il est généralement appelé Parti radical. En Suisse romande, il se positionnait au centre-droit et en Suisse alémanique, à droite.
Le PRD comptait à partir des élections d'octobre 2007 31 sièges au Conseil national sur 200 et 12 au Conseil des États sur 46. Il formait un groupe parlementaire commun avec le Parti libéral suisse (PLS). Un rapprochement idéologique au niveau fédéral conduit à la création d'une structure commune le 25 juin 2005 : l'Union radicale-libérale. Le 25 octobre 2008, les deux partis approuvent la fusion. Le nouveau parti, le Parti libéral-radical, voit officiellement le jour le 1er janvier 2009.

## Histoire
Le PRD est historiquement le parti le plus important de Suisse. Il compose l'intégralité du Conseil fédéral jusqu'en 1892. La construction de la Suisse moderne doit beaucoup au PRD, qui était alors situé à la gauche de l'échiquier politique (d'où son nom de radical). D'autres partis, tels que le Parti socialiste, se sont positionnés plus à gauche que le parti radical, qui est de ce fait devenu un parti de droite, un phénomène connu comme le sinistrisme.

Logo du PRD de 1979 à 2006.

Héritier de la gauche anticléricale et jacobine des libéraux de 1830 et initiateur des institutions suisses les plus importantes (parmi lesquelles la Grande Loge suisse Alpina), le PRD est le parti dominant de la politique fédérale jusqu’en 1919, lorsque l’introduction de la représentation proportionnelle amène une nouvelle répartition des sièges au Conseil national, avec 41 sièges pour les socialistes, 41 sièges pour les conservateurs et 60 sièges pour les radicaux (112 en 1913). En 1848, après la Guerre du Sonderbund, il réussit à imposer « sa » constitution, qui met en place un gouvernement central tout en permettant aux cantons de garder une large autonomie. Sa représentation passe[Quand ?] de 51 à 47 sièges et le parti perd la majorité au Conseil fédéral avec l’entrée d’un socialiste et d’un agrarien.

## Présidents du PRD

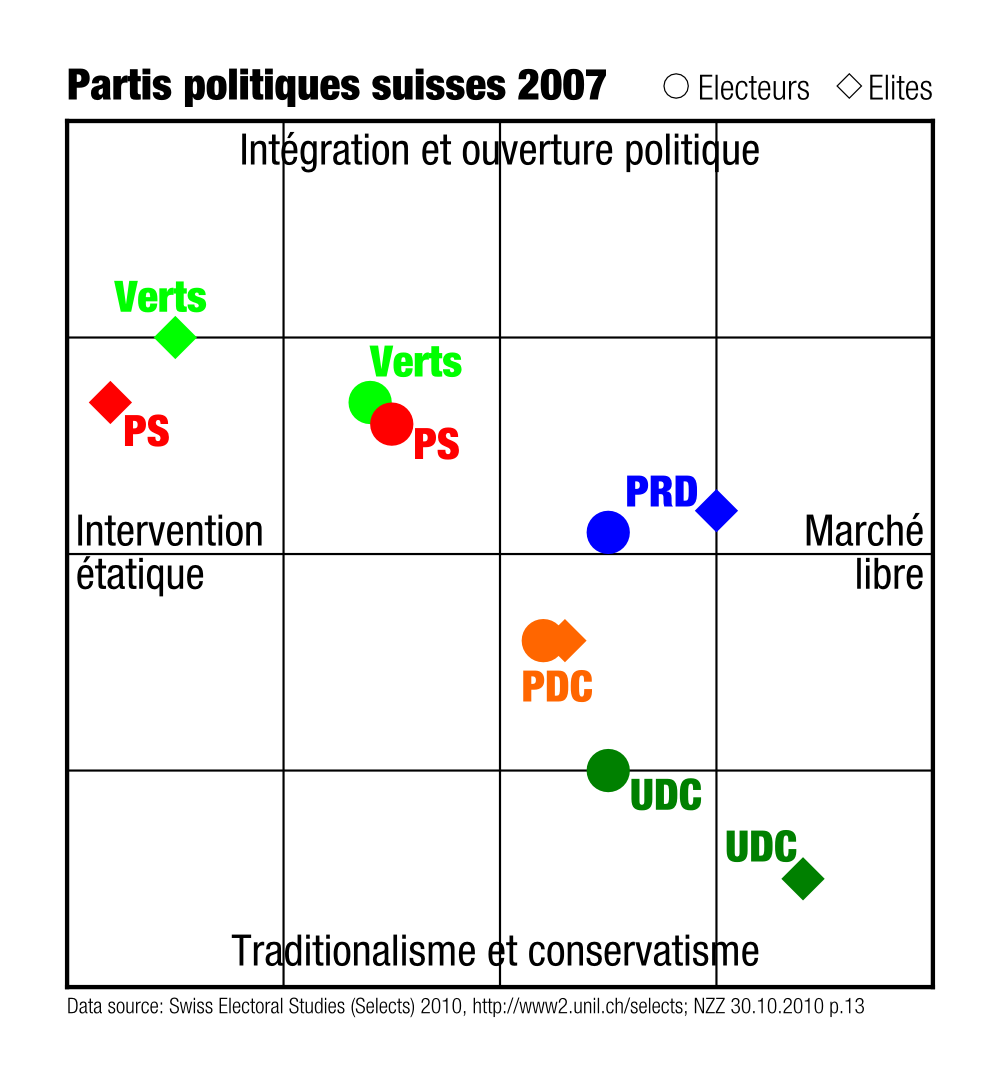
Positionnement politique du PRD en 2007.

- 1894-1895 : Chr. Friedrich Gottisheim, Bâle
- 1896-1897 : Ernst Brenner, Bâle, Conseiller fédéral 1897-1911
- 1897-1898 : Johannes Stossel, Zurich
- 1898-1903 : Johann Hirter, Berne
- 1904-1906 : Paul Scherrer, Bâle
- 1907-1910 : Joh. Walter Bissegger, Zurich
- 1911-1912 : Camille Decoppet, Vaud, Conseiller fédéral 1912-1919
- 1912-1913 : Félix Bonjour, Vaud
- 1914-1918 : Emil Lohner, Berne
- 1919-1923 : Robert Schopfer, Soleure
- 1923-1929 : Albert Meyer, Zurich, Conseiller fédéral 1929-1938
- 1929-1934 : Hermann Schupbach, Berne
- 1934-1940 : Ernest Beguin, Neuchâtel
- 1940-1948 : Max Wey, Lucerne
- 1948-1954 : Aleardo Pini, Tessin
- 1954-1960 : Eugen Dietschi, Bâle
- 1960-1964 : Nello Celio, Tessin, Conseiller fédéral 1966-1973
- 1964-1968 : Pierre Glasson, Fribourg
- 1968-1974 : Henri Schmitt, Genève
- 1974-1977 : Fritz Honegger, Zurich, Conseiller fédéral 1977-1982
- 1978-1984 : Yann Richter, Neuchâtel
- 1984-1989 : Bruno Hunziker, Argovie
- 1989-2001 : Franz Steinegger, Uri
- 2001-2002 : Gerold Bührer, Schaffhouse
- 2002-2004 : Christiane Langenberger, Vaud
- 2004-2004 : Rolf Schweiger, Zoug
- 2004-2005 : Marianne Kleiner, ad interim, Appenzell Rhodes-Intérieures
- 2005-2008 : Fulvio Pelli, Tessin